# Magnentius congoensis
Magnentius congoensis är en insektsart som beskrevs av Evans 1955. Magnentius congoensis ingår i släktet Magnentius och familjen dvärgstritar. Inga underarter finns listade i Catalogue of Life.